# Bureau des Longitudes
El Bureau des Longitudes (Agencia de Longitudes en español) es una institución científica francesa, fundada por decreto de 25 de junio de 1795 para la mejora de la navegación marítima, la normalización de los sistemas de tiempo horarios, la geodesia y la observación astronómica.
Durante el siglo XIX, fue el organismo de referencia para la sincronización de relojes a través del mundo. En esta época fue encabezado por François Arago y Henri Poincaré. La Agencia hoy en día funciona como una academia y todavía se reúne mensualmente para tratar asuntos relacionados con la astronomía.

## Comité fundador
Los diez miembros originales de su comité fundador fueron:
- Geómetras:
  - Joseph-Louis de Lagrange (1736–1813);
  - Pierre-Simon Laplace (1749–1827);
- Astrónomos:
  - Joseph Jérôme Lefrançais de Lalande (1732–1807);
  - Pierre Méchain (1744–1804);
  - Jean Baptiste Joseph Delambre (1749–1822);
  - Jean-Dominique, conde de Cassini (1748–1845);
- Otros especialistas:
  - Jean-Charles de Borda (1733–1799), quién llevó a cabo el trabajo relacionado con la mecánica de fluidos (fue un precursor de Lazare Carnot por sus ideas en termodinámica);
  - Jean-Nicolas Buache (1741–1825), geógrafo;
  - Louis Antoine de Bougainville (1729–1811), explorador célebre; y
  - Noël-Simon Caroché (hacia 1740–1813), fabricante de telescopios.

## Otros miembros destacados
- Charles Messier (1730–1817)
- Claude-Louis Mathieu (1783–1875)
- François Arago (1786–1853)
- Augustin Louis Cauchy (1789–1857)
- Noël Marie Paymal Lerebours (1807–1873)
- Hervé Faye (1814–1902)
- Hippolyte Fizeau (1819–1896)
- Léon Foucault (1819–1868)
- Henri Poincaré (1854–1912)
- Roger Cayrel (* 1925)

## Historia
La Agencia fue fundada por la Convención Nacional después de un informe elevado conjuntamente por el Comité de Marina, el Comité de Finanzas y el Comité de Educación Estatal. Henri Grégoire había llamado la atención de la Convención Nacional acerca del poder marítimo y de la maestría naval de Inglaterra, proponiendo que las mejoras en navegación pondrían las bases para el renacimiento de la fuerza naval francesa. Como resultado, la Agencia fue fundada con autoridad sobre el Observatorio de París y todos los establecimientos astronómicos de Francia. La Agencia fue encargada de tomar el control de los mares incluso por delante de los ingleses, mejorando la exactitud de la determinación de la posición de los barcos calculando su longitud mediante observaciones astronómicas y relojes fiables.
Por un decreto del 30 de enero de 1854, la misión de la Agencia fue extendida para abarcar la geodesia, la normalización del tiempo y las medidas astronómicas. Este decreto concedía la independencia al Observatorio de París, separándolo de la Agencia, y centró los esfuerzos de la institución en el tiempo y la astronomía.  La Agencia tuvo éxito al organizar un sistema de tiempo universal en París mediante pulsos de aire comprimido enviados a través de tubos neumáticos. Más tarde trabajó para sincronizar el tiempo a través del imperio colonial francés, determinando el lapso necesario para el viaje de ida y vuelta de una señal hasta las distintas colonias francesas.
La Agencia Francesa de Longitudes estableció una comisión en el año 1897 para extender el sistema métrico a la medición del tiempo. Planearon abolir la anticuada división del día en horas, minutos, y segundos, y reemplazarla por una división en décimas, milésimas, y centésimas de milésima de un día. Esta propuesta suponía el resurgimiento de un sueño que estaba en las mentes de los creadores del sistema métrico en tiempos de la Revolución francesa cien años antes. Algunos miembros de la Comisión de la Agencia de Longitudes introdujeron una solución de compromiso, reteniendo la antigua hora (con 24 horas diarias) como la unidad básica de tiempo y dividiéndola en centésimas y diez milésimas. Poincaré (ferviente defensor de un sistema métrico universal) fue secretario de la Comisión y se tomó su trabajo muy en serio, escribiendo muchos de sus informes, pero acabó perdiendo la batalla. El resto de países del mundo no dio ningún soporte a las propuestas de la Comisión, y el gobierno francés no estaba preparado para asumir esta propuesta en solitario. Después de tres años de duro trabajo, la Comisión fue disuelta en 1900.
Desde 1970, el comité está constituido por trece miembros, tres de ellos nominados por la Academia de Ciencias de Francia. Desde 1998, el trabajo práctico ha sido llevado a cabo por el Institut de mécanique céleste et de calcul des éphémérides.

## Publicaciones
- Connaissance des temps, efemérides astronómicas, publicado anualmente desde 1679;
- Annuaire du Agencia des longitudes, almanaque y calendario para uso público y civil, publicado anualmente desde 1795;
- Éphémérides nautiques, (desde 1889) para navegación marítima;
- Éphémérides aéronautiques, (desde 1938) para la navegación aérea civil y militar.